# Domenico Ventura (pittore)
Domenico Ventura (Altamura, 28 ottobre 1942 – Altamura, 2 aprile 2021) è stato un pittore italiano.

## Biografia
Domenico Ventura nacque ad Altamura nel 1942 ed a 13 anni si trasferì ad Assisi accolto agli studi medi inferiori nel collegio dei frati francescani minori conventuali.
Rientrò nella sua città nel 1958 e qualche anno dopo si iscrisse prima all'Istituto d'Arte di Bari e successivamente al corso di Pittura dell'Accademia di belle arti di Napoli. Negli anni dell'accademia ebbe come guida formativa Michele De Palma - assistente di Giovanni Brancaccio - e frequentò gli ambienti culturali partenopei.
Esordisce giovanissimo, tenendo diverse personali presso importanti gallerie della sua regione e si pone presto in controtendenza rispetto agli orientamenti del tempo, stabilendo la sua linea di ricerca nel campo della figurazione.
Sin dall'esordio riaffiorò l'infanzia infelice ed il condizionamento di un ambiente inadatto alla sua sensibilità artistica che lo costrinse ad un ascetismo creativo nella sua città.
Ventura apparve un creatore che miscelava con cura surrealismo, espressionismo e realismo magico, evocazioni mediatiche quasi pop, la pornografia e la storia dell’arte per distillare qualcosa di ricco e strano.

## Stile
Domenico Ventura si colloca nel filone del realismo, orientato verso un'arte che affronta tematiche sociali.
Il critico d'arte Pietro Marino ha osservato che, sebbene la composizione delle sue opere appaia fantastica e illogica, sarebbe impreciso definirle surrealiste: i simbolismi presenti nelle sue visioni pittoriche si distinguono per una saldezza monumentale, con personaggi che alludono a situazioni felliniane.
Lo stile di Domenico Ventura è caratterizzato da una pittura mordace e grottesca che esplora la quotidianità e i costumi della provincia, mescolando realtà e assurdo. I suoi ritratti dettagliati, ispirati dalla fotografia, affrontano temi morali e sociali con un mix di cinismo e partecipazione, esprimendo un'ironia che spazia dalla satira alla riflessione sulla lotta tra cambiamento e mentalità primitiva.
Il suo stile si distingue per una miscela di surrealismo, espressionismo e realismo magico, con influenze mediatiche e provocazioni che spaziano dalla pornografia alla storia dell'arte. Le sue opere, che mescolano realtà e sogno, esplorano le dinamiche sociali e culturali attraverso un linguaggio visionario, ricco e strano, dove l'eros sfida le convenzioni e svela storie celate. Con uno sguardo corrosivo e una narrazione vibrante, Ventura crea un universo parallelo che mette in crisi i codici sociali e culturali.
La tavolozza dell'artista è quasi monocroma, dominata da tonalità di grigio che, esaltando l'aspetto enigmatico e onirico, acquistano un valore "simbolico e affascinante". La sua pittura raggiunge un equilibrio compositivo attraverso forme semplici, contorni netti e colori puri, creando visioni di una solida plasticità. È un'opera complessa, profondamente radicata nell'inconscio, sospesa "tra il reale e l'irreale".
Lo stile di Domenico Ventura è caratterizzato da una pittura al contempo icastica e onirica, fortemente ironica e sfuggevole, capace di turbare senza disturbare, attraverso un ricorso intelligente al perturbante. "Una tecnica ad olio di grande qualità formale, rigorosamente figurativa, capace di creare un cortocircuito visivo giocato sull’assurdo e il surreale, e che ci costringe a 'trovare l’intruso' ovvero a svelare quel filo metaforico che lega le situazioni e ce le presenta come divertissement." La sua pittura, eccentrica e corrosiva, rappresenta la quotidianità come un (mal)costume tragicomico, con una satira sottile che comunica un immaginario ambiguo ma autentico.
Il suo linguaggio pittorico, ironico e visionario, fonde satira e immaginario grottesco in un universo sospeso tra sogno e realtà. Le sue opere, dense di simboli popolari, restituiscono un’umanità stralunata e metaforica, al confine tra veglia e allucinazione. Sempre fedele a una ricerca personale, Ventura ha narrato con pittura critica e incantata il margine, il tabù e le inquietudini del quotidiano.
Negli ultimi anni, l'artista ha proseguito nel suo percorso stilistico, arricchendo la sua ricerca con un approccio più introspettivo e una tavolozza cromatica più intensa e carica di significato.